# Великанов, Михаил Андреевич
Михаи́л Андре́евич Велика́нов (10 [22] января 1879, Казань — 1 мая 1964, Ильичёво, Ленинградская область) — советский гидролог, один из основоположников гидрологии суши, основоположник науки о русловых процессах.
Доктор технических наук (1935). Член-корреспондент АН СССР по Отделению технических наук, специализация «гидрология, динамика русловых потоков» (с 1939). Член-корреспондент Академии наук Казахской ССР (1939). Заслуженный деятель науки и техники РСФСР (1948).
Член совета Высшего технического комитета Народного комиссариата путей сообщения (НКПС) (1921—1922). Действительный член Государственного геофизического института (Москва, 1924), член гидротехнической секции Центрального электротехнического совета (1924). Председатель Комиссии по изучению селевых потоков при Отделении геолого-географических наук АН СССР (1947). Пожизненный член Международной ассоциации судоходных конгрессов.

## Биография
Родился в Казани 10 (22) января 1879 года. В 1903 году окончил Петербургский институт инженеров путей сообщения.
В период 1903—1912 годов работал младшим инженером, инспектором судоходства Управления Томского округа путей сообщения (Томск, Красноярск); с 1907 года — на Оби и Енисее. В 1909 году был командирован с научной целью за границу (Франция, Германия, Голландия), где осматривал гидротехнические сооружения и гидротехнические лаборатории.
С 1912 года работал в Санкт-Петербурге, начальником изысканий северных рек Управления внутренних водных путей; в 1913—1914 годах производил исследование рек Сухоны и Малой Северной Двины.
Во время Первой мировой войны, в 1914—1916 годах руководил постройкой мостов через реки Буг и Березину.
В 1916 году руководил гидрологическими исследованиями для проектирования моста через реку Волгу у Саратова.
После революции до 1920 года преподавал в Томском технологическом институте, был заведующим кафедрой внутренних водных путей; также был заведующим гидрологическим отделением Института исследования Сибири.
С 1920 года — профессор, декан инженерно-мелиоративного факультета Сибирского сельскохозяйственного института (Омск).
После переезда в Москву, в 1921—1922 годах — профессор Московского межевого института по кафедре гидрологии; в 1923—1930 годах — профессор Московского Высшего технического университета. Одновременно, с 1923 по 1935 год был организатором и научным руководителем Кучинской научной гидрологической станции на реке Пехорке в Подмосковье. В 1925—1930 годах — старший гидролог Государственного гидрологического института.
С 1930 года руководил кафедрой гидрологии суши в Московском гидрометеорологическом институте. С 1933 по 1935 годы — руководитель группы гидромеханики в Научно-исследовательском институте гидротехники в Ленинграде. также с 1933 по 1936 годы был заведующим сектором экспериментальной гидрологии Центрального института экспериментальной гидрологии и метеорологии.
В 1935 году создал в АН СССР лабораторию русловых процессов, которой руководил до 1952 года (с 1947 года — лаборатория русловых процессов Института географии АН СССР). Организатор и научный руководитель лаборатории физической гидродинамики Энергетического института АН СССР (1935—1946).
Во время Великой Отечественной войны, в эвакуации был профессором Среднеазиатского государственного университета (Ташкент, 1941—1943), организовал на физико-математическом факультете специализацию гидрологии.
В 1945—1953 годах заведовал кафедрой физики руслового потока физического факультета МГУ.
Умер 1 мая 1964 года в Ильичёво (Ленинградская область); похоронен в Зеленогорске

### Научные достижения
Проводил исследование и составлял проект шлюзования реки Томи (1917—1920). В курсе «Гидрология суши» (1925) впервые дал систематическое изложение этой дисциплины.
М. А. Великанов — автор идеи создания стоковых станций. Установил закономерности структуры потока и механизма формирования русла. Исследовал генезис и динамику селевых потоков в Средней Азии и проблему потоков большой мутности, разработал теорию движения взвешенных наносов.

## Награды и звания
- орден Ленина (1953)
- орден Трудового Красного Знамени (1944)
- орден Красной Звезды (10.06.1945)
- медали
- Заслуженный деятель науки и техники РСФСР (1948)

## Семья
- Первая жена — Александра Анатольевна Великанова, урождённая Касаткина-Ростовская, антропософка[2], в 1926 году вместе с Е. И. Дмитриевой выслана в Ташкент, там была активным членом ташкентской антропософской группы. После её разгрома в 1929 году — арестована[3].
- Вторая жена — Наталия Александровна Великанова (урождённая Винавер; 21 января (3 февраля) 1911 — 1984)[4][5], дочь правоведа Александра Винавера.
  - Дочь — Татьяна Великанова (1932—2002), правозащитница. Её муж, Константин Бабицкий — участник «демонстрации семерых».
  - Дочь — Зоя, замужем за Николаем Ярных[4].
  - Дочь — Ксения (Ася) (1936—1987)[6], замужем за Сергеем Мюге[7].
  - Дочь — Екатерина, замужем за Александром Даниэлем[7], позднее за Арсением Рогинским.
  - Дочь — Мария, замужем за Андреем Григоренко[7].
  - Сын — Андрей Великанов  (род. 1939), инженер-физик, эмигрировал в 1975 году[5][8].
  - Сын — Кирилл Великанов (1946—2025), жил в эмиграции во Франции, программист, женат на Анне Шмаиной.